# العلاقات التوفالية البيلاروسية
العلاقات التوفالية البيلاروسية هي العلاقات الثنائية التي تجمع بين توفالو وروسيا البيضاء.

## مقارنة بين البلدين
هذه مقارنة عامة ومرجعية للدولتين:
| وجه المقارنة                                              | توفالو                         | روسيا البيضاء                    |
| --------------------------------------------------------- | ------------------------------ | -------------------------------- |
| المساحة (كم2)                                             | 26                             | 207.60 ألف                       |
| عدد السكان (نسمة)                                         | 11.19 ألف                      | 9.50 مليون                       |
| الكثافة السكانية (ن./كم²)                                 | 43.04 ألف                      | 45.76                            |
| العاصمة                                                   | فونافوتي                       | مينسك                            |
| اللغة الرسمية                                             | اللغة التوفالوية، لغة إنجليزية | اللغة البيلاروسية، اللغة الروسية |
| العملة                                                    | دولار توفالو                   | روبل بلاروسي                     |
| الناتج المحلي الإجمالي (بليون دولار)                      | 39.73 مليون                    | 54.44 مليار                      |
| الناتج المحلي الإجمالي (تعادل القوة الشرائية) بليون دولار | 38.93 مليون                    | 168.35 مليار                     |
| الناتج المحلي الإجمالي الاسمي للفرد دولار أمريكي          | 3.29 ألف                       | 5.74 ألف                         |
| الناتج المحلي الإجمالي للفرد دولار أمريكي                 | 3.77 ألف                       | 18.18 ألف                        |
| مؤشر التنمية البشرية                                      |                                | 0.798                            |
| رمز المكالمات الدولي                                      | +688                           | +375                             |
| رمز الإنترنت                                              | .tv                            | .by، .бел                        |
| المنطقة الزمنية                                           | ت ع م+12:00                    | ت ع م+03:00                      |

## منظمات دولية مشتركة
يشترك البلدان في عضوية مجموعة من المنظمات الدولية، منها:
| علم المنظمة | اسم المنظمة                   | تاريخ انضمام توفالو | تاريخ انضمام روسيا البيضاء |
| ----------- | ----------------------------- | ------------------- | -------------------------- |
|             | البنك الدولي للإنشاء والتعمير | 24 يونيو 2010       | 10 يوليو 1992              |
|             | الاتحاد البريدي العالمي       | ?                   | ?                          |
|             | يونسكو                        | 21 أكتوبر 1991      | 12 مايو 1954               |
|             | منظمة حظر الأسلحة الكيميائية  | ?                   | ?                          |
|             | الأمم المتحدة                 | 5 سبتمبر 2000       | 24 أكتوبر 1945             |
|             | الاتحاد الدولي للاتصالات      | 15 أغسطس 1996       | 7 مايو 1947                |

## وصلات خارجية
- موقع وزارة الخارجية البيلاروسية